# Perdita townsendi
Perdita townsendi är en biart som beskrevs av Cockerell 1896. Perdita townsendi ingår i släktet Perdita och familjen grävbin. Inga underarter finns listade i Catalogue of Life.